# 乔治·迪卡洛

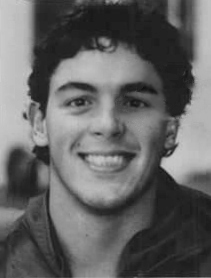

乔治·托马斯·迪卡洛（英語：George Thomas DiCarlo，1963年7月13日—），出生于佛罗里达州圣彼德斯堡，美国前男子游泳运动员。他曾获得1984年夏季奥运会男子400米自由泳金牌和1500米自由泳的银牌。